# Habenaria myodes
Habenaria myodes är en orkidéart som beskrevs av Victor Samuel Summerhayes. Habenaria myodes ingår i släktet Habenaria och familjen orkidéer.

## Underarter
Arten delas in i följande underarter:
- H. m. latipetala
- H. m. myodes